# Craterul Spider

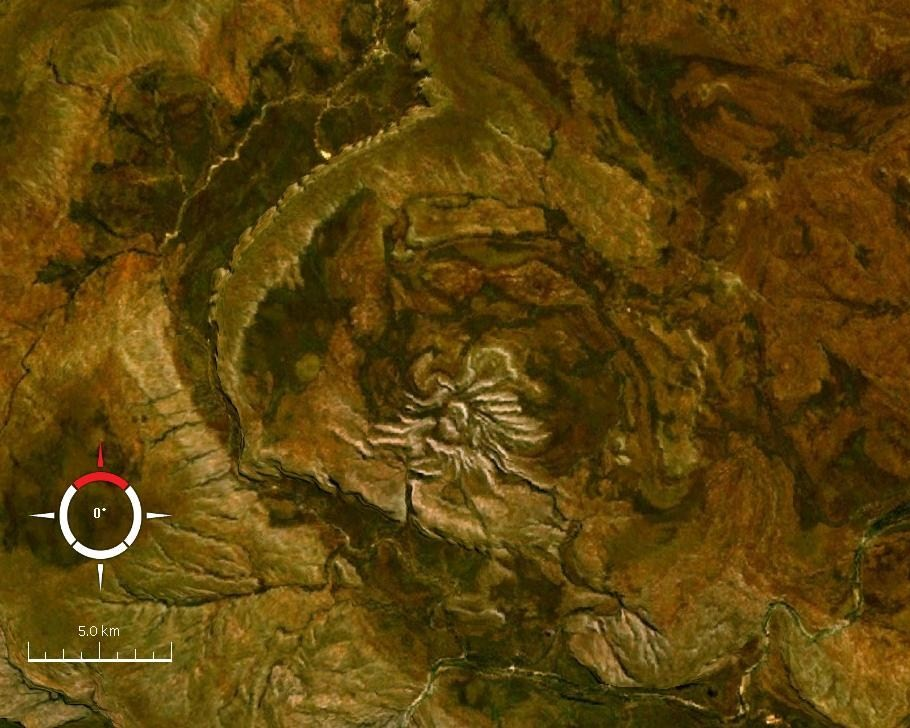
Imagine Landsat a Craterului Spider.

Spider este un crater de impact meteoritic în Australia de Vest.
Din cauza terenului foarte accidentat craterul este inaccesibil.

## Date generale
Acesta are un diametru de 13 kilometri și are vârsta estimată la peste 570 milioane de ani (Paleoproterozoic).